# Atsahuaca jezik
Atsahuaca jezik (nazivan i yamiaca, što je ime jednog drugog srodnog plemena; ISO 639-3: atc), izumrli jezik Atsahuaca Indijanaca koji se nekad govorio u Peruu duž rijeke Carama, pritoke Tambopate i uz rijeku Chaspa, pritoka Inambarija.
Pripadao je jezičnoj porodici pano, jugozapadnoj skupini i srodan je s jezicima plemena Yamiaca i Arazaire. Izumro je u prvoj polovici 20. stoljeća. Dvadeset govornika 1904.

## Vanjske poveznice
- Ethnologue (14th)
- Ethnologue (15th)
- The Atsahuaca Language  Arhivirana inačica izvorne stranice od 25. prosinca 2009. (Wayback Machine)